# Martin Schmidt (Archäologe)
Martin Schmidt (* 9. Februar 1962 in Münster) ist ein deutscher Prähistoriker.

## Leben
Schmidt besuchte das altsprachliche Gymnasium Canisianum in Lüdinghausen. Nach dem Abitur studierte er in Münster, Köln und Frankfurt Ur- und Frühgeschichte mit den Nebenfächern Geologie und Klassische Archäologie. Er schloss das Studium 1990 mit dem Magister Artium ab, das Thema seiner Abschlussarbeit war „Ein neolithischer Siedlungsplatz mit Hüttengrundrissen in der Ostsahara“. Die Arbeit wurde teilweise publiziert, die Gesamtpublikation des Fundplatzes steht noch aus.
Schmidt nahm unter anderem an Ausgrabungen in der Libyschen Wüste in Ägypten (Projekt Rudolf Kuper, Uni Köln), den bandkeramischen Siedlungen von Bylany und Wang in Niederbayern (DFG-Projekt zur Ältesten Bandkeramik (Ausgrabungen zum Beginn des Neolithikums in Mitteleuropa) von Jens Lüning), dem Oppidum Titelberg und der bandkeramischen Siedlung von Hanau Klein-Auheim mit dem Hanauer Geschichtsverein teil.
Bereits als Student arbeitete er unter Maria Porzenheim am Stadt- und Kreismuseum Dieburg, wo er die volkskundliche Abteilung neu gestaltete und unter anderem einen Führer zur Vor- und Frühgeschichte von Schaafheim verfasste. 1991 erarbeitete er ein Konzept zur Rekonstruktion eines La-Ténezeitlichen Hauses auf dem Titelberg für den Fonds Culturel National in Luxemburg.
Von 1991 bis 1992 arbeitete er für die Städtischen Museen Hanau. Er war unter anderen an der Gestaltung eines rekonstruierten Mithräums beteiligt und konzipierte museumspädagogische Programme und Aktionstage. Im Rahmen eines Aktionstages baute er ein maßstabsgetreues Modell eines La-Téne-zeitlichen Getreidespeichers im Museum Schloss Steinheim.
1993 wurde er Leiter des archäologischen Freilichtmuseums Oerlinghausen. 2003 wechselte er zum niedersächsischen Landesmuseum Hannover, dessen stellvertretender Leiter er ist. Schmidt leitete die Abteilung Vor- und Frühgeschichte und war bis 2024 Leiter der Sammlungsdienste. Er zeichnete unter anderem für die Ausstellungen „Die Indianer Kanadas. Schätze aus dem Canadian Museum of Civilization“ in Quebec und „Schöninger Speere – Mensch und Jagd vor 400.000 Jahren“ verantwortlich und erstellte den Katalog. Das innovative Design der Ausstellung erregte internationale Aufmerksamkeit.
Seit 2024 obliegt ihm die archäologische Fachaufsicht über Südlink für das MWK Niedersachsen.

## Publikationen
Schmidt verfasste zahlreiche Kapitel über die Ur- und Frühgeschichte in Geschichtslehrbüchern des Schroedel Verlags.
1991 war er an der Gründung der Arbeitsgemeinschaft Theorie (heute TidA) im Rahmen der britischen Tagung TAG in Lampeter beteiligt, und nahm an zahlreichen Tagungen und Treffen teil.
2001 war er Gründungsmitglied von EXARC (European Exchange on Archaeological Research and Communication), deren Vorsitz er 2013 übernahm. Seit 2011 ist er Honorarprofessor am Institute of Archaeology des University College London und hält dort Lehrveranstaltungen ab.

## Mitgliedschaften
- Mitglied der DGUF, 2003–2005 stellvertretender Vorsitzender
- Vorstandsmitglied des Museumsverbands Niedersachsen-Bremen seit 2006
- Vorstandsmitglied der Archäologischen Kommission für Niedersachsen, 2003–2010
- Beirat des Museums Varusschlacht Kalkriese, 2005–2011
- Mitglied im Museumsbeirat Weltkulturerbe Rammelsberg
- Vorstandsmitglied der Museumsinitiative OWL e.V. (2001–2002)
- ICOM
- Niedersächsischer Landesverein für Urgeschichte

## Publikationen (Auswahl)
- mit Frank M. Andraschko: Experimentelle Archäologie, Masche oder Methode? Anmerkungen zu Geschichte und Methodik einer »neuen« Forschungsrichtung. In: Staatliche Museen Oldenburg (Hrsg.) Experimentelle Archäologie, Bilanz 1991 (Oldenburg 1991), 69–82.
- Entwicklung und status quo der Experimentellen Archäologie. Das Altertum 39, 1993, 9–22.
- mit Sabine Wolfram: Westdeutsche Museen – objektiv und belanglos. In: S. Wolfram und U. Sommer (Hrsg.): Die Macht der Vergangenheit – Wer macht Vergangenheit. Archäologie und Politik. Wilkau-Haßlau 1993, 36–43.
- Archäologie und deutsche Öffentlichkeit. Archäologische Informationen 17/1, 1994, 15–24.
- Are dull reconstructions more scientific? In: Les sites de reconstitutions archéologiques. Actes du colloque d´Aubechies 2–5 Sept. 1993. Aubechies 1995, 17–21.
- mit Uta Halle: On the folklore of the Externsteine – or a centre for Germanomaniacs. In: A. Gazin-Schwarz, Cornelius J. Holtdorf (Hrsg.) Archaeology and Folklore. London/New York 1999, 158–174.
- Reconstruction as Ideology. In: Phillip Planel and Peter Stone (eds.) The Constructed Past, Experimental Archaeology, Education and the Public. One World Archaeology. London/New York 1999, 146–156.
- Ein archäologischer Blick auf Gärten. In: A. Schöne (Hrsg.) Querbeet, durch historische Gärten in Ostwestfalen-Lippe. Schriften der historischen Museen der Stadt Bielefeld 16. Bielefeld 2000, 59–66.
- Museumspädagogik ist keine Experimentelle Archäologie. Einige kurze Anmerkungen zu 14 Jahren museumspädagogischer Arbeit im Archäologischen Freilichtmuseum Oerlinghausen. In: Staatliches Museum für Naturkunde und Vorgeschichte (Hrsg.) Experimentelle Archäologie und Museumspädagogik (Oldenburg 2000, 81–88). Archäologische Mitteilungen aus Nordwestdeutschland Beiheft 29.
- Fake! Haus- und Umweltkonstruktionen in archäologischen Freilichtmuseen. In: Rüdiger Kelm (Hrsg.) Vom Pfostenloch zum Steinzeithaus. Archäologische Forschung und Rekonstruktion jungsteinzeitlicher Haus- und Siedlungsbefunde im nordwestlichen Europa (Heide 2000), 169–176.
- Früher war alles besser – Auch die Zukunft! Archäologische Informationen 23/2, 2000, 219–224.
- Archaeology and the German Public In: Heinrich Härke (Hrsg.) Archaeology, Ideology and Society, The German experience. Frankfurt a. M. 2002, 244–274
- mit Uta Halle: Central and East European Prehistoric Research in the period 1933–1945 (Berlin, 19 – 23 November, 1998). Public Archaeology 2001/1, 269–281.
- Wissenschaft darf Spaß machen! Vermittlungskonzepte im Archäologischen Freilichtmuseum Oerlinghausen. In: Ergebnisband zum Kolloquium »Archäologische Museen und Stätten der Römischen Antike – auf dem Wege vom Schatzhaus zum Erlebnispark und virtuellen Informationszentrum?« 2. Internationales Colloquium zur Vermittlungsarbeit in Museen, Köln 3.–6. Mai 1999. Köln 2001, 151–154.
- Die Rolle der musealen Vermittlung in der nationalsozialistischen Bildungspolitik – die Freilichtmuseen deutscher Vorzeit am Beispiel Oerlinghausen. In: Achim Leube und Morton Hegewisch (Hrsg.) Prähistorie und Nationalsozialismus. Die Mittel- und osteuropäische Ur- und Frühgeschichtsforschung in den Jahren 1933-1945. Studien zur Wissenschafts- und Universitätsgeschichte 2, Heidelberg 2002, 147–159.
- mit Gunter Schöbel, Roeland Paardekooper, Th. Johannson, M. Baumhauer, P. Walter. Archäologische Freilichtmuseen in Europa – Archaeological Open Air Museums in Europe. Schriftenreihe des Pfahlbaumuseums Unteruhldingen 5, Unteruhldingen 2002.
- Späteiszeitliche Jäger und Sammler am Rande der Tundra: Jagdlager Deimern 45, Soltau, Lkr. Soltau Fallingbostel/Niedersachsen. In: Mamun Fansa, Sabine Wolfram (Hrsg.) Müll; Facetten von der Steinzeit bis zum Gelben Sack. Führer durch die Ausstellung. Oldenburg 2003, 36–37.
- Darf man tote Menschen in Museen ausstellen oder gar vermarkten? In: Babette Ludowici und J. Steffen-Schrade (Hrsg.), Der Rote Franz – Ein Toter auf Reisen. Hannover 2008, 23–28.
- mit Marlies Wunderli (2008), Museum experimentell – experimentelle Archäologie für Schulen und Museen (Schwalbach/Ts.).
- Das Mädchen aus dem großen Moor. Faszinierender Fund bei Uchte. Niedersachsen. Spezial Mittelweser 2008, 28–31.
- Lemma »Experimentelle Archäologie«. In: Doreen Mölders und Sabine Wolfram (Hrsg.) Schlüsselbegriffe der Prähistorischen Archäologie. Waxmann, Münster/New York 2014, 93–98.
- The Role of Experimental Archaeology in (West) German Universities from 1946 onwards – Initial Remarks. In: Jodie Reeves Flores,  Roeland P. Paardekooper (Hrsg.) Experiments Past. Histories of Experimental Archaeology (Leiden 2014), 117–130.
- mit Dagmar von Reitzenstein: Ratschläge für ein gutes Museum oder zwölf Gebote für den Umgang mit Sammlungen, Besuchern und auch sich selbst. In: Museumsverband Niedersachsen und Bremen und Deutsches Schifffahrtsmuseum (Hrsg.) Wissenstransfer, Festschrift für Hans-Walter Keweloh. Oldenburg 2015, 133–141.
- Archaeological Open-Air Museums, some critical Remarks. In: Gómez Gutiérrez, M. (ed.) Archaeological Open-Air Museums and the Dialogue with the Museum Community. OPENARCH 2015, wp6 „The Dialogue with Museum Organizations“, 6–10. http://openarch.eu/files/wp6_booklet_website.pd
- Lemma »Mehrspartenmuseen«. In: Matthias Walz (Hrsg.) Handbuch Museum. Geschichte – Aufgaben – Perspektiven. Stuttgart 2016, 114–116.
- mit Ulrike Sommer: Neoliberalism and Archaeology in Germany. In: Resco, P. A. (Hrsg.) Archaeology & Neoliberalism. Madrid 2016, 327–339.
- Lemma: Experiment in Archaeology. In: Sandra L. López-Varela (Hrsg.) The Encyclopedia of Archaeological Sciences. Hoboken, Wiley 2019. DOI:10.1002/9781119188230, ISBN 9780470674611.